# Celso Morales
Celso René Morales Muñoz (Curicó, 10 de julio de 1957) conductor  
político chileno, perteneciente a la Unión Demócrata Independiente (UDI). Fue diputado por el distrito 17 del país, correspondiente a la Región del Maule. Anteriormente se desempeñó como concejal y alcalde de Curicó entre 1996 y 2008. Se le suele ver frecuentando icónicos clubes nocturnos de la ciudad como "Nigth club bambino" y  "El crazy". Dentro de sus mayores logros como alcalde de la ciudad destacan el proyecto funicular cerro carlos condell y votar en contra para la construcción de un hospital en la localidad de sarmiento. 

## Familia y estudios
Nació el 10 de julio de 1957, en Curicó. Hijo de Jorge Morales, emprendedor del rubro estructuras metálicas y de Blanca Muñoz, dueña de casa.
Realizó sus estudios primarios en la Escuela Presidente Balmaceda. Continuó los secundarios en el Instituto Politécnico Juan Terrier Dailly de la misma ciudad. Posteriormente, entre 1975 y 1982, estudió pedagogía en Educación Física en la Universidad Católica del Maule.
Es casado con Marina Sazo Troncoso, de quien se encuentra separado de hecho, con quien son padres de una hija, Camila.
En 2015, tras indicar que se ausentaría del país por 30 días para una misión oficial en la ciudad de Ginebra, se difundieron imágenes en donde Morales se encontraba junto a su asesora y novia María Paz Muñóz en París, habiendo sido fotografiados de forma romántica, siendo acusado de utilizar fondos públicos en un viaje privado. Morales indicó que dichas fotos trataban de un viaje anterior de carácter privado, sin involucrar fondos fiscales.

## Carrera política
En 1990 ingresó a la Unión Demócrata Independiente (UDI), partido de derecha chileno.
Entre 1997 a 2000, ejerció como concejal de la Municipalidad de Curicó. Más tarde, fue elegido alcalde de la misma municipalidad por dos periodos: 2000-2004 y 2004-2008. Durante su gestión, realizó mejoramientos urbanos en el centro de la ciudad y en barrios y poblaciones, junto con mejoras en la infraestructura educacional[cita requerida].
Entre 2005 y 2007, fue presidente distrital de su colectividad. Y a partir de 2008 a la fecha, asumió la presidencia regional.

## Historia electoral

### Elecciones municipales de 1996
- Elecciones municipales de 1996, para la comuna de Curicó[6]

| Candidato               | Pacto                                         | Partido | Votos | %     | Resultado |
| ----------------------- | --------------------------------------------- | ------- | ----- | ----- | --------- |
| Eduardo Jara del Río    | Concertación de Partidos por la Democracia    | PS      | 9130  | 19,28 | Alcalde   |
| Emiliano Rojas Rojas    | Concertación de Partidos por la Democracia    | DC      | 7818  | 16,51 | Concejal  |
| Leoncio Saavedra Concha | Concertación de Partidos por la Democracia    | PRSD    | 6233  | 13,16 | Concejal  |
| Celso Morales Muñoz     | Unión por Chile                               | UDI     | 4887  | 10,32 | Concejal  |
| Carmen Olivos Arcos     | Concertación de Partidos por la Democracia    | DC      | 3342  | 7,06  | Concejala |
| Nelson Tarud Aravena    | Independientes Progresistas por Centro Centro | IND     | 1989  | 4,20  | Concejal  |

### Elecciones municipales de 2000
- Elecciones municipales de 2000, para la comuna de Curicó[7]

| Candidato                  | Pacto                                      | Partido | Votos  | %     | Resultado |
| -------------------------- | ------------------------------------------ | ------- | ------ | ----- | --------- |
| Celso Morales Muñoz        | Alianza por Chile                          | UDI     | 21 206 | 41,46 | Alcalde   |
| Guillermo Toral Bustamante | Concertación de Partidos por la Democracia | IND     | 13 919 | 27,21 | Concejal  |
| Emiliano Rojas Rojas       | Concertación de Partidos por la Democracia | PDC     | 7460   | 14,58 | Concejal  |
| Leoncio Saavedra Concha    | Concertación de Partidos por la Democracia | PRSD    | 4279   | 8,37  |           |
| Héctor Canales Alegría     | Concertación de Partidos por la Democracia | PDC     | 1223   | 2,39  | Concejal  |
| Juan Peredo Aliste         | Concertación de Partidos por la Democracia | PPD     | 916    | 1,79  |           |
| Hugo Rey Martínez          | Alianza por Chile                          | IND     | 643    | 1,26  | Concejal  |
| Sebastián Cardemil Oportus | Alianza por Chile                          | RN      | 560    | 1,09  | Concejal  |
| Olegario Mansilla Ojeda    | La Izquierda                               | PC      | 357    | 0,70  |           |
| Cristián González González | La Izquierda                               | IND     | 231    | 0,45  |           |
| Elsa Labraña Pino          | Humanistas y Ecologistas                   | IND     | 210    | 0,41  |           |
| Camilo Moreno Villarreal   | Concertación de Partidos por la Democracia | PL      | 149    | 0,29  |           |

### Elecciones municipales de 2004
- Elecciones municipales de 2004, para la alcaldía de Curicó[8]

| Candidato                  | Pacto                    | Partido | Votos  | %     | Resultado |
| -------------------------- | ------------------------ | ------- | ------ | ----- | --------- |
| Celso Morales Muñoz        | Alianza por Chile        | UDI     | 28 728 | 58,96 | Alcalde   |
| Norman Merchak Apse        | Concertación Democrática | PDC     | 16 938 | 34,76 |           |
| Vivian Eliana Murúa Arroyo | Juntos Podemos Más       | IND     | 3061   | 6,28  |           |

### Elecciones parlamentarias de 2009
- Elecciones parlamentarias de 2009 a Diputado por el distrito 36 (Curicó, Hualañé, Licantén, Molina, Rauco, Romeral, Sagrada Familia, Teno y Vichuquén)[9]

| Candidato                 | Pacto                         | Partido | Votos  | %     | Resultado |
| ------------------------- | ----------------------------- | ------- | ------ | ----- | --------- |
| Roberto León Ramírez      | Concertación y Juntos Podemos | PDC     | 51 476 | 42,93 | Diputado  |
| Celso Morales Muñoz       | Coalición por el Cambio       | UDI     | 35 732 | 29,80 | Diputado  |
| Leoncio Saavedra Concha   | Concertación y Juntos Podemos | PRSD    | 13 766 | 11,48 |           |
| Francisco Sanz Abad       | Coalición por el Cambio       | RN      | 11 082 | 9,24  |           |
| Rosa Riquelme Andrades    | Chile Limpio. Vote Feliz      | ILD     | 4778   | 3,99  |           |
| Héctor Riveros Valenzuela | Chile Limpio. Vote Feliz      | ILD     | 1532   | 1,28  |           |
| José Farías Díaz          | Nueva Mayoría para Chile      | PH      | 1532   | 1,28  |           |

### Elecciones parlamentarias de 2013
- Elecciones parlamentarias de 2013 a Diputado por el distrito 36 (Curicó, Vichuquén, Licantén, Hualañé y Teno)[10]

| Candidato                   | Pacto                       | Partido | Votos  | %     | Resultado |
| --------------------------- | --------------------------- | ------- | ------ | ----- | --------- |
| Roberto León Ramírez        | Nueva Mayoría               | PDC     | 48 300 | 42,95 | Diputado  |
| Celso Morales Muñoz         | Alianza                     | UDI     | 29 941 | 26,63 | Diputado  |
| Sergio Monsalve Vergara     | Nueva Mayoría               | PS      | 15 333 | 13,63 |           |
| Sergio Correa Espinosa      | Alianza                     | ILJ     | 10 632 | 9,45  |           |
| Miguel Ángel Miño Lillo     | Si tú quieres, Chile cambia | PRO     | 4040   | 3,59  |           |
| Paola Parra                 | Partido Humanista           | PH      | 3087   | 2,14  |           |
| Luis Fernando Bravo Quijada | Partido Humanista           | PH      | 1100   | 0,97  |           |

### Elecciones parlamentarias de 2017
- Elecciones parlamentarias de 2017, a Diputado por el distrito 17 (Constitución, Curepto, Curicó, Empedrado, Hualañé, Licantén, Maule, Molina, Pelarco, Pencahue, Rauco, Río Claro, Romeral, Sagrada Familia, San Clemente, San Rafael, Talca, Teno y Vichuquén)[11]

| Candidato                       | Pacto                    | Partido | Votos  | %   | Resultado |
| ------------------------------- | ------------------------ | ------- | ------ | --- | --------- |
| Celso Morales Muñoz             | Chile Vamos              | UDI     | 22 052 | 9.0 | Diputado  |
| Pedro Álvarez-Salamanca Ramírez | Chile Vamos              | UDI     | 20 526 | 8.4 | Diputado  |
| Hugo Rey Martínez               | Chile Vamos              | RN      | 20 058 | 8.4 | Diputado  |
| Pablo Lorenzini Basso           | Convergencia Democrática | DC      | 19 910 | 8.2 | Diputado  |
| Alexis Sepúlveda Soto           | La Fuerza de la Mayoría  | PRSD    | 18 362 | 7.5 | Diputado  |
| Germán Verdugo Soto             | Chile Vamos              | UDI     | 14 528 | 5.9 |           |
| Pablo Prieto Lorca              | Chile Vamos              | IND-RN  | 14 386 | 5.9 | Diputado  |
| Roberto León Martínez           | Convergencia Democrática | DC      | 11 821 | 4.8 |           |
| Gonzalo Montero Viveros         | Chile Vamos              | RN      | 11 300 | 4.6 |           |
| Florcita Alarcón Rojas          | Frente Amplio            | PH      | 6523   | 2.7 | Diputado  |
| Juan Francisco Pulgar Castillo  | Sumemos                  | IND-CIU | 4538   | 1.9 |           |
| Iván Sepúlveda Sepúlveda        | Frente Amplio            | PH      | 2012   | 0.8 |           |